# Adolf Rebner
Adolf Rebner (écrit également Adolph Rebner) (21 novembre 1876, Vienne, Autriche - 19 juin 1967, Baden-Baden, Allemagne) est un violoniste et altiste autrichien.

## Biographie
Rebner est un élève de Jakob Grün (de) au Conservatoire de Vienne, où il obtient le premier prix en 1891. Après avoir poursuivi ses études à Paris avec Martin-Pierre Marsick, il s'installe à Francfort en 1896 où il est premier violon à l'Opéra de Francfort. Il succède à Hugo Heermann comme professeur de violon au Conservatoire Hoch et devient célèbre en tant que chef de son quatuor à cordes, qui effectue des tournées en Allemagne, en France, en Espagne et en Angleterre. En 1934, il est contraint de quitter l'Allemagne (il est expulsé du Conservatoire de Hoch en 1933 parce qu'il est juif) et part à Vienne. Son fils Edward Wolfgang Rebner (né en 1910 à Francfort, mort en 1993 à Munich) est un pianiste et accompagnateur, installé aux États-Unis en 1939.

## Ensembles
- Museums-Quartett (appelé aussi Heermann Quartett et Frankfurter Quartett) : Hugo Heermann, Hugo Becker, Fritz Bassermann and Adolf Rebner.
- Frankfurter Trio: Adolf Rebner, James Kwast et Johannes Hegar (de) (à partir de 1902, avec Carl Friedberg (en)).
- Rebner-Quartett : Adolf Rebner, Johannes Hegar, Walther Davisson et Ludwig Natterer (à partir de 1916, avec Paul Hindemith).

## Sources
- Peter Cahn, Das Hoch'sche Konservatorium in Frankfurt am Main (1878-1978), Frankfurt am Main, Kramer, 1979
- Paul Hindemith, Selected Letters of Paul Hindemith, Yale University Press, 1995
- Baker's Biographical Dictionary of Musicians, Nicolas Slonimsky, éd., New York, G. Schirmer, 1958

- (en) Cet article est partiellement ou en totalité issu de l’article de Wikipédia en anglais intitulé « Adolf Rebner » (voir la liste des auteurs).